# Fernand Brunner
Fernand Brunner (* 8. Oktober 1920 in Lausanne; † 1. November 1991 in Cortaillod, Kanton Neuenburg) war ein Schweizer Philosoph und Philosophiehistoriker.
Brunner studierte an der Universität Lausanne und erwarb dort 1942 seine Licence. Im Anschluss ging er an die Universität Paris und erwarb dort 1951 das doctorat d’État (die „thèse principale“ galt Leibniz, die „thèse complémentaire“ war Solomon ibn Gabirol gewidmet). Während dieser Jahre leitete er die Fondation suisse der Cité Internationale Universitaire de Paris (1949–1954). 1954 wurde er an der Universität Neuchâtel zum Professor für Philosophiegeschichte ernannt, einen Lehrstuhl, den er bis 1985 innehatte. Parallel dazu lehrte er regelmäßig in französischer Sprache an der Universität Bern (1956–1985). Daneben nahm er zahlreiche Gastprofessuren wahr: an den Universitäten von Poitiers (1957), Tours (1960), Louvain (1963), Madras (1966), Genève (1974–1975, 1981–1982, 1989–1990), Lausanne (1976–1977, 1988–1989), Montréal (1978), Fribourg (1978). Emeritiert wurde er 1986. Neben verschiedenen Funktionen in der universitären Selbstverwaltung war Brunner Präsident der Société suisse de philosophie (1961–1963) und der Société romande de philosophie (1966–1969). Von 1964 à 1985 war er Mitglied des Redaktionskomitee der Revue de théologie et de philosophie, der Zeitschrift der Société romande de philosophie. Von 1969 bis 1980 war er zugleich Präsident der Association des Sociétés de philosophie de langue française und schließlich auch des Institut International de Philosophie.
Brunner war mit der Indologin Hélène Brunner-Lachaux (CNRS, Paris) verheiratet.
Brunner arbeitete im Wesentlichen zu Meister Eckhart, zum Verhältnis von Aristotelismus und Platonismus im Mittelalter, zum jüdischen Philosophen Solomon ibn Gabirol, zum antiken Neuplatonismus und zur Philosophiegeschichte im Ganzen. Er verfolgte dabei einen entschieden metaphysischen Ansatz. Brunner stammte aus einem protestantischen Umfeld und sah in der Verbindung von Religion und Philosophie, von Glaube und Vernunft keinen unüberbrückbaren Gegensatz.

## Schriften (Auswahl)
- Études sur la signification historique de la philosophie de Leibniz. Vrin, Paris 1950.
- Science et réalité. Paris, 1954.
- Maître Eckhart. Seghers, Paris 1969 (Philosophes de tous les temps, 59).
- L'œuvre latine de Maître Eckhart, t. I: Le Commentaire de la Genèse, précédé des Prologues. Texte et traduction par Fernand Brunner, Alain de Libera, Edouard Wéber, Emilie Zum Brunn. Cerf, Paris 1984.
- Réflexions sur la science, la philosophie et la religion. In: A. Mercier, M. Svilar (Hrsg.), Philosophes critiques d'eux-mêmes. Philosophers on Their Own Work, Philosophische Selbstbetrachtungen, t. XIII, P. Lang, Bern 1986.
- Métaphysique d’Ibn Gabirol et de la tradition platonicienne. Ashgate, Aldershot 1997, ISBN 0-86078-654-4.

Schriftenverzeichnisse
- Ch. Gagnebin, G. Boss, A. Labhardt, D. Zaslawsky (Hrsg.): Métaphysique, Histoire de la philosophe. Baconnière, Neuchâtel 1981. – (enthält ein Schriftenverzeichnis bis 1980)
- Ch. Gagnebin, G. Seel, D. Schulthess (Hrsg.), Le dépassement de soi dans la pensée philosophique. Baconnière, Neuchâtel 1992. – (enthält eine Fortführung des Schriftenverzeichnisses aus dem Jahr 1980)